# Das abenteuerliche Herz
Das Abenteuerliche Herz. Figuren und Capriccios ist eine 1938 erschienene Sammlung von Texten von Ernst Jünger. Diese zweite Fassung des Werkes unterscheidet sich von der ersten Fassung Das abenteuerliche Herz. Aufzeichnungen bei Tag und Nacht von 1929 erheblich. Zwei Drittel des Urtextes sind gestrichen und erneuert, besonders auf offene politische und autobiographische Bezüge verzichtete Jünger. Beide Fassungen werden derzeit noch verlegt.
Besonders bedeutend für Jüngers Werk sind die essayistischen Stücke Der Hauptschlüssel, Der kombinatorische Schluß und Der stereoskopische Genuß, in denen er eine eigene Poetik und Wahrnehmungsweise entwickelt.

## Form
Die Sammlung besteht aus 71 kurzen Prosastücken von einer halben bis fünfzehn Seiten Länge (Der Hippopotamus). Jeder Text ist einem Ort wie Steglitz, Goslar, Überlingen oder Ponta Delgada zugeordnet. Die Stücke lassen sich in Kurzgeschichten (überwiegend fantastischer, surrealistischer oder symbolistischer Art), in tagebuchartige Einträge und Essays einteilen.

## Poetik
Jünger entwirft und erprobt in Das abenteuerliche Herz einen eigenen Stil der Anschauung und des Denkens, der die klare und scharfe Beobachtung mit der unbestimmten Empfänglichkeit des Träumers verbindet. Diesen Stil exemplarisch vorführend, leitet Jünger Das abenteuerliche Herz mit dem Stück Die Tigerlilie (heutiger botanischer Name: Lilium lancifolium, alter Name: Lilium tigrinum) ein:
Lilium Tigrinum. Sehr stark zurückgebogene Blütenblätter von einem geschminkten, wächsernen Rot, das zart, aber von hoher Leuchtkraft und mit zahlreichen Makeln gesprenkelt ist. Diese Makeln sind in einer Weise verteilt, die darauf schließen lässt, dass die lebendige Kraft, die sie erzeugt, allmählich schwächer wird. So fehlen sie an der Spitze ganz, während sie in der Nähe des Kelchgrundes so kräftig hervorgetrieben sind, dass sie wie auf Stelzen auf hohen, fleischigen Auswüchsen stehen. Staubgefäße von der narkotischen Farbe eines dunkelrotbraunen Sammets, der zu Puder zermahlen ist. Im Anblick erwächst die Vorstellung eines indischen Gauklerzeltes, in dessen Inneren eine leise, vorbereitende Musik erklingt.
Die Methode dieser hier vorgeführten Verbindung von scharfer Beobachtung und träumerischer Empfänglichkeit benennt der Autor als Stereoskopie, eine Form der Wahrnehmung, die demselben Ton gleichzeitig zwei Sinnesqualitäten abgewinnen kann. Jedoch ist für Jünger die intuitive Empfänglichkeit von höherem Rang.
Mit unserem Verständnis verhält es sich nun so, dass es sowohl vom Umkreis her als auch am Mittelpunkt anzugreifen vermag. Für den ersten Fall verfügt der Mensch über den Ameisenfleiß, für den anderen über die Gabe der Intuition. Für den Geist, der im Mittelpunkt begreift, tritt die Kenntnis der Umkreise in den zweiten Rang zurück – ähnlich wie für den, der über den Hauptschlüssel eines Hauses verfügt, die Schlüssel zu den einzelnen Räumen von geringerer Bedeutung sind. (Der Hauptschlüssel, S. 22)
Was erschlossen werden soll, ist die Harmonie der Dinge, die hinter einem Zwiespalt verborgen ist – dem Zwiespalt, der zwischen Oberfläche und Tiefe des Lebens besteht.
Oft scheint uns der Sinn der Tiefe darin zu liegen, die Oberfläche zu erzeugen, die regenbogenfarbige Haut der Welt, deren Anblick uns drängend bewegt. Dann wiederum scheint dieses bunte Muster uns nur aus Zeichen und Buchstaben gefügt, durch welche die Tiefe zu uns von ihren Geheimnissen spricht.
Der Wiener Germanist Albert C. Eibl will in seiner Studie „Der Waldgang des Abenteuerlichen Herzen“ anhand der Unterschiede in beiden Fassungen die Entwicklung von Jüngers „intellektuellem Widerstand“ festmachen. Schon in der Erstfassung von 1929 entwickle Jünger „erste literarische Strategien der Autonomiebewahrung des Einzelnen im technokratisch-kollektivistischen Zeitalter des Arbeiters.“ Spätestens ab 1934 habe sich der Schriftsteller Jünger dann zu eben jenem „Waldgang“ entschlossen, den er in seinem gleichnamigen Großessay Der Waldgang von 1951 in der Rückschau auf seine eigenen Erfahrungen während der Nazi-Herrschaft phänomenologisch entwickelte „und dann in der Nachkriegszeit zu einer regelrechten Lebensphilosophie des Nonkonformismus und des Widerstands“ ausgebaut habe.

## Ausgaben
- Ernst Jünger: Das abenteuerliche Herz. Aufzeichnungen bei Tag und Nacht. Frundsberg-Verlag, Berlin 1929
- Ernst Jünger: Das abenteuerliche Herz. Figuren u. Capriccios. 2. Fassung, Hanseatische Verlagsanstalt, Hamburg 1938, mehrere Auflagen dort bis 1945 – darunter mehrere Wehrmachtsausgaben –, 1944 eine Sonderausgabe für das Reichskommissariat Ostland.
- Ernst Jünger: Das abenteuerliche Herz. Ullstein, Frankfurt (M.), Berlin, Wien 1972, ISBN 3-548-02903-5 (2. Fassung, Taschenbuch)
- Ernst Jünger: Sämtliche Werke in 18 Bänden, Band 9, Essays III: Das Abenteuerliche Herz. Klett-Cotta, Stuttgart 1979, ISBN 3-12-904191-5 und ISBN 3-12-904691-7 (enthält beide Fassungen)
- Ernst Jünger, Günter Figal (Hrsg.): Das abenteuerliche Herz. Figuren und Capriccios. Reclam Philipp Jun, Stuttgart 2010, ISBN 978-3-15-018680-0.

## Übersetzungen
- Het avontuurlijke hart: figuren en capriccio's, ins Niederländische übersetzt von Herman Oosterwijk, Uitgeverij De Lage Landen, Brussel 1943
- Le Cœur aventureux, ins Französische übersetzt von Julien Hervier, Gallimard, Paris 1995
- The Adventurous Heart: Figures and Capriccios, ins Englische übersetzt von Thomas Friese, Telos Press, New York 2012
- Det eventyrlige hjerte: figurer og caprioccioer, ins Dänische übersetzt von René Jean Jensen, Gyldendal, Kopenhagen 2015
- Det äventyrliga hjärtat: figurer och kapriser, ins Schwedische übersetzt von Urban Lindström, Bokförlaget Augusti, Lund 2022

## Sekundärliteratur
- Norbert Staub: Wagnis ohne Welt. Ernst Jüngers Schrift "Das abenteuerliche Herz" und Ihr Kontext. Königshausen & Neumann, Würzburg 1999, ISBN 3-8260-1685-8.
- Albert C. Eibl: Der Waldgang des „Abenteuerlichen Herzens“. Zu Ernst Jüngers Ästhetik des Widerstands im Schatten des Hakenkreuzes. Winter, Heidelberg 2020, ISBN 978-3-8253-6957-6.